# آنتالیا، هند
آنتالیا (به انگلیسی: Aantaliya) یک روستا در هند است که در Navsari district واقع شده‌است. آنتالیا ۴٬۹۸۹ نفر جمعیت دارد.